# Rietfestival
Het Rietfestival is een jaarlijks terugkerend eendaags muziekfestival in Vessem in de Nederlandse provincie Noord-Brabant. Het festival bestaat sinds 2003 en vindt plaats op een weiland aan het Rietven. Deze straat is de naamgever van het festival. Het festival vindt plaats in op de laatste zaterdag van augustus en wordt georganiseerd door Jongeren Stichting Vessem, een samenwerking tussen diverse Vessemse carnavalsverenigingen.

## Geschiedenis

### 2003
De Vessemse wagenbouwersverenigingen (de Mafketels, de Bierfusten en de Zuipkalver) vonden dat er in Vessem te weinig te doen was. Tevens zochten ze naar een manier om inkomsten te genereren voor hun verenigingskassen. Zij besloten een eendaags festival te organiseren en richtten hiervoor Jongeren Stichting Vessem op. Hoewel het niet geheel uitverkocht was was het festival een succes en werd besloten er een jaarlijks terugkerend evenement van te maken.

### 2004
Na het succesvolle eerste jaar werd in 2004 besloten om een tweedaags festival te houden. Door een gelijksoortige programmering over beide dagen werd dit zowel qua bezoekersaantallen als financieel geen succes.

### 2005
In 2005 werd teruggegaan naar het oorspronkelijke idee van een eendaags festival. De line-up van dit jaar met een regionale band, een Nederlandstalige zanger, een rockband en een feestband werd de blauwdruk voor de komende jaren. De organisatie werd uitgebreid met wagenbouwersvereniging de Vattabieren.

### 2006
Na een jaar meegedaan te hebben met de organisatie stapten de Vattabieren uit de organisatie. Het festival was voor de eerste keer in de geschiedenis met 1250 bezoekers uitverkocht.

### 2007
Dit jaar werd afgeweken van de formule en werden maar drie bands in het programma opgenomen. Desondanks waren ook dit jaar de kaarten al in de voorverkoop uitverkocht.

### 2008
Door terugloop in de organisatie werd de hulp ingeroepen van carnavalsvereniging de Spekstruiven. Ook werden de wagenbouwersverenigingen de Galliërs en de Maffe Bouwers ingeschakeld. Met zo'n 1150 bezoekers was ook deze editie van het Rietfestival succesvol.

### 2009
De formule van de afgelopen jaren wordt enigszins verlaten en artiesten met nationale bekendheid worden gepresenteerd. De organisatie hoopte hiermee 1500 bezoekers te trekken. Er kwamen echter slechts 750 bezoekers, waardoor deze editie financieel geen succes werd.

### 2010
De organisatie wordt aangevuld met jongeren van wagenbouwersverenigingen de Galliërs en de Maffe Bouwers. De ondertitel van het festival wordt: "The next generation". Het festival gaat terug naar de succesformule van de eerdere jaren, hetgeen de sfeer terugbrengt. De kaartverkoop valt echter tegen: 450 bezoekers worden geteld.
Na twee opeenvolgende tegenvallende edities besloot de organisatie het festival niet meer te organiseren en de onderliggende stichting op te heffen.

## Line-up
De line-up door de jaren heen:
- 2003: Perfect Dialect, Jack, Walter Vermeer
- 2004 dag 1: Perfect Dialect, Starkoo, Het Feestteam,
- 2004 dag 2: Band Zonder Banaan, Buiten Westen
- 2005: One Two Trio, Lesley Williams, Stolling Rones, Shake
- 2006: WC Experience, Henny Roosendaal, Gunz 'n Rozes, Tis Cover
- 2007: Pater Moeskroen, Fragment, The Electric Co
- 2008: De Zingende Fresia's, Peter Koelewijn, Action in DC, Funky Monks
- 2009: Patatje Metal, Het Goede Doel, Frans Duijts, Nitro
- 2010: Lijn 7, Crossroads, Eat the Rich